# AN/APG-68
Le radar AN/APG-68 est un radar longue portée (jusqu'à 296 km) à impulsions Doppler conçu par Westinghouse (aujourd'hui Northrop Grumman) pour remplacer le radar AN/APG-66 du F-16 Fighting Falcon. 

## Description
Le radar AN/APG-68 (V) 8 et antérieur se compose des unités remplaçables en exploitation suivantes :
- Antenne
- Émetteur bimode (Dual Mode Transmitter, DMT)
- Fréquence radio basse puissance modulaire (Modular Low-Power Radio Frequency, MLPRF)
- Processeur de signal programmable (PSP)

Le système radar AN/APG-68(V)9 se compose des unités remplaçables en exploitation suivantes :
- Antenne
- Transmetteur à usage moyen (Medium Duty Transmitter, MDT)
- Récepteur/excitateur modulaire (Modular Receiver/Exciter, MoRE)
- Processeur radar commun (Common Radar Processeur, CoRP)

Le radar AN/APG-68(V)9 est la dernière version en date. Outre l'augmentation de la portée de balayage par rapport à la version précédente, il dispose d'une capacité de radar à synthèse d'ouverture.
L'APG-68(V)9 a équipé plusieurs variantes, dont l'armée de l'air égyptienne, l'armée de l'air israélienne, l'armée de l'air chilienne, l'armée de l'air de la république de Singapour, l'armée de l'air turque, la Royal Armée de l'air marocaine, l'armée de l'air grecque, l'armée de l'air pakistanaise, l'armée de l'air polonaise, l'armée de l'air royale thaïlandaise, et l'armée de l'air indonésienne.

## Caractéristiques
- Fréquence : Fréquence de l'enveloppe de départ autour de 9,86 GHz.
- Sous test AIS jusqu'à 26 GHz
- Plage : 296,32 km, 184 milles
- La portée pour une cible aérienne de 5 m2 est de 105 kilomètres[12]
- Cône de recherche : 120 degrés × 120 degrés
- Couverture angulaire en azimut : ±10 degrés / ± 30 degrés / ± 60 degrés
- Processeur de signal numérique (PSP, Programmable Signal Processor) - Le composant central du radar qui est responsable du traitement du signal, de la sélection de fréquence, de la numérisation du signal pour l'affichage B-Scope. Le PSP est contrôlé par le F-16 Heads Down Display Set (HDDS) ou ce qu'on appelle communément les écrans multifonctions (MFD). Le PSP est dirigé par le programme de vol opérationnel du système (OFP), qui est contrôlé et modifié selon les menaces attendues ou les exigences supplémentaires du système radar. Le PSP contient également tous les circuits de commande pour les modèles de balayage opérationnel radar A/A et A/G et le fonctionnement SAR/ISAR.
- Radiofréquence (RF) modulaire à faible puissance (MLPRF) - le générateur de fréquence pour le système radar. La génération de fréquences dépend d’une sélection aléatoire de fréquences à partir des tables radar dans le PSP au démarrage du système. Le MLPRF générera une petite quantité de RF Drive, qui est envoyée à l'émetteur bimode (DMT), où elle est amplifiée et un petit échantillon RF est envoyé au MLPRF pour une somme de contrôle de comparaison (plus comme un système de vérification et d'équilibrage). Le MLPRF est également responsable de la réception du retour radar, générant le bruit d'injection RF (pour la discrimination RF), et le RF traité dans le MLPRF est ensuite envoyé plus tard au PSP pour le traitement vidéo et la correspondance menace/cible contre la menace radar tableaux dans le PSP, avant l'affichage du système de l'équipage de conduite.
- Émetteur bimode (DMT) - Un émetteur radar de 24 000 volts, contenant un tube à ondes progressives, qui génère le signal radio amplifié à envoyer à l'antenne radar pour l'émission du système. Le tube à ondes progressives fonctionne par impulsions optiques reçues de l'unité interne Pulse Decker du DMT et des entrées de tension cathode/anode du tube.
- Antenne - Une antenne réseau planaire, conçue pour recevoir des données par radiofréquences via un système de guide d'ondes. Les impulsions transmises et reçues sont contrôlées dans le temps par la conception du radar PMW (Pulse Modulated Wave) et l'assemblage du duplexeur de guide d'ondes. À l'intérieur de l'antenne se trouvent des assemblages Uniphaser (utilisés pour le contrôle de phase en quadrature), des déphaseurs (utilisés pour les données I/Q en quadrature) et une commande de moteur à cardan pour le positionnement et la correction de position de l'antenne.